# Култума
Култума (каз. Құлтума, до 1993 г. — Ударник) — село в Сарыагашском районе Туркестанской области Казахстана. Входит в состав Куркелесского аульного округа. Код КАТО — 515465600.

## Население
В 1999 году население села составляло 234 человека (119 мужчин и 115 женщин). По данным переписи 2009 года, в селе проживало 347 человек (181 мужчина и 166 женщин).